# Анално задържащ
Терминът анално задържащ обикновено се използва, отнасяйки се до описването на личност с такова внимание към детайла, че вманиачеността се превръща в раздразнение за другите и може да доведе до вреда за анално задържащата личност. Терминът произлиза от психоанализата на Фройд.

## Произход
В психологията на Фройд аналният стадий е след оралния в бебешкото или ранното детско развитие. Това е време, когато вниманието на детето се пренасочва от оралната стимулация към аналната стимулация (обикновено червата, но понякога и към пикочния мехур), обикновено синхронно с приучването на контрол на техните отделителни функции, времето за научаване за ползване на тоалетната. Фройд теоретизира, че децата, които преживяват конфликт по време на този период, могат да развият „анални“ личностни черти, а именно тези, асоциирани с детските усилия на отделителен контрол: подреденост, твърдоглавие, принуда за контрол, както и общ интерес към колекционирането, притежанието и задържането на обекти. Тези, при които аналните характеристики продължават в по-късния живот, се смятат за „анално задържащи“ или обратно тези, които отхвърлят аналните характеристики, се смятат за „анално изхвърлящи“ личностни типове. Някои вярват, че то е възможно да бъде леко изразяване на обсесивно-компулсивно разстройство или обсесивно-компулсивно личностно разстройство.
Макар че теориите на Фройд за ранното детство са много влиятелни в психологическото общество, изследвания показват, че общият модел на родителски нагласи има повече конкретен ефект върху това как детето ще израсне. Няма убедителни изследвания, свързващи конфликтите по време на аналния стадий с аналните личностни типове.